# Educación inclusiva en América Latina
La educación inclusiva en América Latina tiene como objetivo dar a todas las personas de la región el derecho a acceder a la educación. Su desarrollo consiste en cuatro aspectos que podrían contribuir a definir el debate regional sobre la educación inclusiva:
1. Combinar agendas tradicionales con nuevos enfoques.
2. Centrarse en el sistema educativo y más allá.
3. Progresismo educativo.
4. Entender el pasado y el presente.

## Combinar agendas tradicionales con nuevos enfoques
En el conjunto de América Latina, las agendas más tradicionales –principalmente estructuradas en torno a los conceptos de equidad y calidad– conviven con aquellas que dan cuenta de renovadas sensibilidades, énfasis y enfoques, a través de temas tales como la Educación para el desarrollo sostenible (EDS), la formación ciudadana comprehensiva, la educación intercultural bilingüe, las TIC y la inclusión pedagógica. Las nuevas agendas tienden más a agregarse y a superponerse como una sumatoria de tendencias, proyectos e intervenciones parcializadas que al anclarse en un enfoque, se centran predominantemente en la oferta educativa y guardan una relación bastante marginal con lo más nodular del sistema educativo, con su espíritu y con su materia. En cambio, como alternativa a una agenda de agregación de temas, la Agenda Educativa 2030 posiciona temas tales como la Educación para el Desarrollo Sostenible (EDS) y la Educación para la ciudadanía mundial (GCED, por sus siglas en inglés), como el corazón de la educación formal, no formal e informal, a través de intervenciones comprehensivas y de apoyo pedagógico.
Por otra parte, la incorporación de nuevos temas en la agenda regional no ha implicado necesariamente repensar cómo se entienden o qué implican, en los hechos, las opciones y los caminos transitados para lograr más equidad y calidad. Por ejemplo, en relación con la educación intercultural bilingüe, cabría preguntarse si esta se ancla en referencias y marcos curriculares comunes a todos o, por el contrario, en currículos separados. O bien, si al hablar de inclusión se busca atender la especificidad de los grupos vinculados con la educación intercultural bilingüe, con o sin soporte en políticas universales, o en todo caso en qué tipo de universalismo se basa; o bien si la equidad implica garantizar el acceso a la educación de estos grupos o diferenciar enfoques curriculares y estrategias pedagógicas para que la educación destinada a ellos tenga sentido y pertinencia.
En general, los sistemas educativos están inmersos en una multiplicidad de acciones que revelan la ausencia o la insuficiencia de hilos conceptuales comunes entre los diversos niveles educativos, y la falta de marcos unitarios de política y también de orden de prioridades. En todo caso, la identidad de los sistemas educativos se encuentra definida por constituirse más como oferentes de servicios que como facilitadores de oportunidades de aprendizaje.

## Centrarse en el sistema educativo y más allá
El campo de la educación inclusiva se caracteriza por la convivencia y la connivencia de diversidad de enfoques, propuestas e intervenciones que incluyen desde planteamientos que colocan la responsabilidad por el logro de la inclusión fuera de la educación y del sistema educativo hasta aquellos otros que terminan asimilando la educación inclusiva a la aplicación de una serie de prácticas que han probado ser exitosas para estudiantes categorizados como “con necesidades especiales”. La multiplicidad de fundamentos de las políticas en torno a la educación inclusiva da cuenta de un concepto comodín que no posee, en general, ni un sentido ni una proyección propia y que más bien sirve al propósito de otras políticas.

## Progresismo educativo
Se constata que América Latina es un caso de democratización inconclusa en cuanto a genuina inclusión y logros educativos. Ciertamente y en particular en los últimos 15 años, la región ha registrado notables avances en, por lo menos, cuatro planos fundamentales bajo lo que se podría denominar el progresismo educativo: 
- el fortalecimiento de la concepción de la educación como derecho y bien público en detrimento del concepto de la educación como servicio y mercancía;

- la extensión en las normas y en los hechos del derecho a la educación, a través de la ampliación de los años de escolaridad obligatorios, con foco en los tramos básico y superior de la educación media;

- una mayor inversión en la educación, medida en relación con el PIB de cada Estado, y una mejora sostenida de las condiciones y los insumos destinados a apoyar los procesos de enseñanza y de aprendizaje, principalmente respecto de las infraestructuras físicas, los equipamientos y los materiales; y, finalmente,

- la prioridad conferida a la mejora de las condiciones de trabajo y del salario docente.[1]

El progresismo educativo ha tenido la voluntad política de cambiar favorablemente el marco normativo y las condiciones para efectivizar el derecho a la educación y para ampliar las oportunidades de aprender, pero no ha mostrado similar voluntad política y ha carecido en muchos casos de robustas propuestas institucionales, curriculares y pedagógicas, para darle a cada niño, niña y joven una oportunidad real de educarse y de aprender. El progresismo educativo ha tendido más a hacer uso de la batería tradicional de enfoques áulicos entendidos como “de avanzada”, como es el caso de las diferentes variantes del constructivismo, que a reflexionar sobre cuáles son las combinaciones más pertinentes entre los enfoques curriculares y pedagógicos para apoyar y acompañar al estudiantado en el desarrollo de aprendizajes relevantes y sustentables. La necesidad que urge en el presente de realizar un enorme esfuerzo pedagógico personalizado no ha sido suficientemente sopesada, ni ha sido valorado ni reconocido este esfuerzo como un ingrediente fundamental para una propuesta de transformación educativa.

## Entender el pasado y el presente
El cuarto aspecto se refiere a cómo ubicarse frente al pasado más inmediato y frente al presente para poder enfrentar la raíz de los problemas. Una somera perspectiva histórica, que abarque las últimas cuatro décadas, corre el riesgo de ofrecerse a la tentación de forzar una mirada ideologizada que las clasifique en ganadas o perdidas, sin matices ni transiciones. Si, en cambio, nos importa señalar que los desafíos en torno a la inclusión educativa y la educación inclusiva no han sido encarados ni encaminados de manera sustentable y satisfactoria dentro de marcos ideológicos y políticos muy diversos. Si por inclusión entendemos equidad y justicia en los procesos, la participación y los resultados, junto con lo que implica la búsqueda de igualdad a partir del reconocimiento de las diferencias, entonces la inclusión constituye una asignatura pendiente, tanto para el conservadurismo como para el progresismo educativo junto con todos sus grados intermedios.

## Desafíos
Una mirada de conjunto sobre la región nos permite identificar cuatro órdenes de problemas: 
1. la agregación de propuestas de cambios educativos sin repensar globalmente la visión de la educación y el rol del sistema educativo como garante y sustento de esas propuestas;
2. la polifonía respecto del concepto de educación inclusiva y su uso como comodín para respaldar un amplio rango de propósitos de las políticas educativas;
3. la falta de acople entre el discurso, el marco normativo y las condiciones reales para efectivizar el derecho a la educación, junto con la implementación de prácticas educativas más refractarias de enfoques educativos que pensadas a partir de comprender y apoyarse en las expectativas y necesidades del alumnado; y
4. la constatación de que la educación inclusiva persiste como una asignatura pendiente bajo gobiernos democráticos que presentan énfasis políticos, económicos y sociales marcadamente diferentes.[1]